# Écueillé
 Écueillé  es una población y comuna francesa, en la región de  Centro, departamento de Indre, en el distrito de Châteauroux y cantón de Écueillé.

## Demografía
| 1568 | 1689 | 1760 | 1726 | 1548 | 1413 |
| Para los censos de 1962 a 1999 la población legal corresponde a la población sin duplicidades (Fuente: INSEE [Consultar]) |      |      |      |      |      |